# تومي بوث
تومي بوث (بالإنجليزية: Tommy Booth)‏ (9 نوفمبر 1949 في المملكة المتحدة - ) هو مدرب كرة قدم ولاعب كرة قدم بريطاني في مركز الدفاع. شارك مع منتخب إنجلترا تحت 21 سنة لكرة القدم. أما مع النوادي، فقد لعب مع بريستون نورث إيند ومانشستر سيتي.

## وصلات خارجية
- تومي بوث على موقع قاعدة بيانات كرة القدم.إي يو (الإنجليزية)